# Hydaticus rhantaticoides
Hydaticus rhantaticoides är en skalbaggsart som beskrevs av Régimbart 1892. Hydaticus rhantaticoides ingår i släktet Hydaticus och familjen dykare. Inga underarter finns listade i Catalogue of Life.